# Lluita als Jocs Olímpics d'Estiu de 1928 - lluita grecoromana masculina pes lleuger
La prova del pes lleuger de lluita grecoromana fou una de les sis de lluita grecoromana que es disputaren als Jocs Olímpics d'Estiu d'Amsterdam de 1928. Com la resta de proves de lluita sols hi podien participar homes. Els lluitadors que participaven en aquesta categoria podien pesar fins a 67,5 quilograms. La competició es disputà al Krachtsportgebouw entre el 2 i el 5 d'agost i hi van prendre part 19 esportistes, en representació de 19 països.

## Medallistes
| Or                    | Plata                 | Bronze                  |
| Lajos Keresztes (HUN) | Eduard Sperling (GER) | Edvard Westerlund (FIN) |

## Format de competició
La competició de lluita grecoromana va introduir un sistema d'eliminació basat en la suma de punts. En cada ronda tots els lluitadors s'emparellaven i lluitaven (en cas d'haver-hi un nombre imparell de lluitadors un passava ronda sense lluitar). El perdedor rebia 3 punts. El guanyador en rebia 1 si la victòria era per decisió i 0 si era per caiguda. Al final de cada ronda era eliminat tot lluitador que acumulés 5 punts.

## Resultats

### Primera eliminatòria
Sis lluitadors van finalitzar la primera ronda eliminatòria amb 0 punts. Quatre lluitadors tenien 1 punt després d'haver guanyat el combat per decisió. La resta tenia 3 punts. Parisel i Metzner-Fritz abandonaren després dels seus combats.
Combats
| Vencedor          | País           | Tipus de victòria | Perdedor               | País       |
| ----------------- | -------------- | ----------------- | ---------------------- | ---------- |
| Lajos Keresztes   | Hongria        | Caiguda           | Adolphe Dumont         | Luxemburg  |
| Walter Massop     | Països Baixos  | Decisió           | Miroslav Metzner-Fritz | Iugoslàvia |
| Einar Borges      | Dinamarca      | Decisió           | Ernst Mumenthaler      | Suïssa     |
| Frits Janssens    | Bèlgica        | Caiguda           | Paul Parisel           | França     |
| Vladimír Vávra    | Txecoslovàquia | Caiguda           | Ede Sperling           | Alemanya   |
| Osvald Käpp       | Estònia        | Caiguda           | Piero Postini          | Itàlia     |
| Harald Pettersson | Suècia         | Decisió           | Vasilios Pavlidis      | Grècia     |
| Tayyar Yalaz      | Turquia        | Decisió           | Ryszard Błażyca        | Polònia    |
| Edvard Westerlund | Finlàndia      | Caiguda           | Alberto Barbieri       | Argentina  |
| Karl Pedersen     | Noruega        | Lliura            | N/A                    | N/A        |

Punts
| Pos. | Lluitador              | País           | R1 |
| ---- | ---------------------- | -------------- | -- |
| 1    | Frits Janssens         | Bèlgica        | 0  |
| 1    | Osvald Käpp            | Estònia        | 0  |
| 1    | Lajos Keresztes        | Hongria        | 0  |
| 1    | Karl Pedersen          | Noruega        | 0  |
| 1    | Vladimír Vávra         | Txecoslovàquia | 0  |
| 1    | Edvard Westerlund      | Finlàndia      | 0  |
| 7    | Einar Borges           | Dinamarca      | 1  |
| 7    | Walter Massop          | Països Baixos  | 1  |
| 7    | Harald Pettersson      | Suècia         | 1  |
| 7    | Tayyar Yalaz           | Turquia        | 1  |
| 11   | Alberto Barbieri       | Argentina      | 3  |
| 11   | Ryszard Błażyca        | Polònia        | 3  |
| 11   | Adolphe Dumont         | Luxemburg      | 3  |
| 11   | Ernst Mumenthaler      | Suïssa         | 3  |
| 11   | Vasilios Pavlidis      | Grècia         | 3  |
| 11   | Piero Postini          | Itàlia         | 3  |
| 11   | Ede Sperling           | Alemanya       | 3  |
| 18   | Miroslav Metzner-Fritz | Iugoslàvia     | 3* |
| 18   | Paul Parisel           | França         | 3* |

### Segona eliminatòria
Vávra i Westerlund continuaren amb 0 punts a la fi de la ronda. Westerlund per lliurar i Vávra per la seva segona victòria per caiguda. Cinc homes més tenien un sol punt i cinc més foren eliminats.
Combats
| Vencedor          | País           | Tipus de victòria | Perdedor          | País      |
| ----------------- | -------------- | ----------------- | ----------------- | --------- |
| Lajos Keresztes   | Hongria        | Decisió           | Karl Pedersen     | Noruega   |
| Walter Massop     | Països Baixos  | Caiguda           | Adolphe Dumont    | Luxemburg |
| Frits Janssens    | Bèlgica        | Decisió           | Einar Borges      | Dinamarca |
| Vladimír Vávra    | Txecoslovàquia | Caiguda           | Ernst Mumenthaler | Suïssa    |
| Ede Sperling      | Alemanya       | Caiguda           | Piero Postini     | Itàlia    |
| Osvald Käpp       | Estònia        | Decisió           | Harald Pettersson | Suècia    |
| Tayyar Yalaz      | Turquia        | Caiguda           | Vasilios Pavlidis | Grècia    |
| Ryszard Błażyca   | Polònia        | Caiguda           | Alberto Barbieri  | Argentina |
| Edvard Westerlund | Finlàndia      | Lliura            | N/A               | N/A       |

Punts
| Pos. | Lluitador         | País           | R1 | R2 | Total |
| ---- | ----------------- | -------------- | -- | -- | ----- |
| 1    | Vladimír Vávra    | Txecoslovàquia | 0  | 0  | 0     |
| 1    | Edvard Westerlund | Finlàndia      | 0  | 0  | 0     |
| 3    | Frits Janssens    | Bèlgica        | 0  | 1  | 1     |
| 3    | Osvald Käpp       | Estònia        | 0  | 1  | 1     |
| 3    | Lajos Keresztes   | Hongria        | 0  | 1  | 1     |
| 3    | Walter Massop     | Països Baixos  | 1  | 0  | 1     |
| 3    | Tayyar Yalaz      | Turquia        | 1  | 0  | 1     |
| 8    | Ryszard Błażyca   | Polònia        | 3  | 0  | 3     |
| 8    | Karl Pedersen     | Noruega        | 0  | 3  | 3     |
| 8    | Ede Sperling      | Alemanya       | 3  | 0  | 3     |
| 11   | Einar Borges      | Dinamarca      | 1  | 3  | 4     |
| 11   | Harald Pettersson | Suècia         | 1  | 3  | 4     |
| 13   | Alberto Barbieri  | Argentina      | 3  | 3  | 6     |
| 13   | Adolphe Dumont    | Luxemburg      | 3  | 3  | 6     |
| 13   | Ernst Mumenthaler | Suïssa         | 3  | 3  | 6     |
| 13   | Piero Postini     | Itàlia         | 3  | 3  | 6     |
| 13   | Vasilios Pavlidis | Grècia         | 3  | 3  | 6     |

### Tercera eliminatòria
Els sis combats de la tercera ronda foren guanyats per caiguda. Vávra i Westerlund continuaren amb 0 punts. Tres lluitadors foren eliminats i un, Käpp, va abandonar.
Combats
| Vencedor          | País           | Tipus de victòria | Perdedor          | País          |
| ----------------- | -------------- | ----------------- | ----------------- | ------------- |
| Edvard Westerlund | Finlàndia      | Caiguda           | Karl Pedersen     | Noruega       |
| Lajos Keresztes   | Hongria        | Caiguda           | Walter Massop     | Països Baixos |
| Vladimír Vávra    | Txecoslovàquia | Caiguda           | Einar Borges      | Dinamarca     |
| Ede Sperling      | Alemanya       | Caiguda           | Frits Janssens    | Bèlgica       |
| Tayyar Yalaz      | Turquia        | Caiguda           | Osvald Käpp       | Estònia       |
| Ryszard Błażyca   | Polònia        | Caiguda           | Harald Pettersson | Suècia        |

Punts
| Pos. | Lluitador         | País           | R1 | R2 | R3 | Total |
| ---- | ----------------- | -------------- | -- | -- | -- | ----- |
| 1    | Vladimír Vávra    | Txecoslovàquia | 0  | 0  | 0  | 0     |
| 1    | Edvard Westerlund | Finlàndia      | 0  | 0  | 0  | 0     |
| 3    | Lajos Keresztes   | Hongria        | 0  | 1  | 0  | 1     |
| 3    | Tayyar Yalaz      | Turquia        | 1  | 0  | 0  | 1     |
| 5    | Ryszard Błażyca   | Polònia        | 3  | 0  | 0  | 3     |
| 5    | Ede Sperling      | Alemanya       | 3  | 0  | 0  | 3     |
| 7    | Frits Janssens    | Bèlgica        | 0  | 1  | 3  | 4     |
| 7    | Walter Massop     | Països Baixos  | 1  | 0  | 3  | 4     |
| 9    | Osvald Käpp       | Estònia        | 0  | 1  | 3  | 4*    |
| 10   | Karl Pedersen     | Noruega        | 0  | 3  | 3  | 6     |
| 11   | Einar Borges      | Dinamarca      | 1  | 3  | 3  | 7     |
| 11   | Harald Pettersson | Suècia         | 1  | 3  | 3  | 7     |

### Quarta eliminatòria
Vávra i Westerlund, que havien començat la ronda amb 0 punts, van perdre el seu combat. Yalaz passà a liderar la classificació. Dos lluitadors foren eliminats.
Combats
| Vencedor        | País          | Tipus de victòria | Perdedor          | País           |
| --------------- | ------------- | ----------------- | ----------------- | -------------- |
| Lajos Keresztes | Hongria       | Decisió           | Edvard Westerlund | Finlàndia      |
| Walter Massop   | Països Baixos | Caiguda           | Frits Janssens    | Bèlgica        |
| Tayyar Yalaz    | Turquia       | Caiguda           | Vladimír Vávra    | Txecoslovàquia |
| Ede Sperling    | Alemanya      | Caiguda           | Ryszard Błażyca   | Polònia        |

Punts
| Pos. | Lluitador         | País           | R1 | R2 | R3 | R4 | Total |
| ---- | ----------------- | -------------- | -- | -- | -- | -- | ----- |
| 1    | Tayyar Yalaz      | Turquia        | 1  | 0  | 0  | 0  | 1     |
| 2    | Lajos Keresztes   | Hongria        | 0  | 1  | 0  | 1  | 2     |
| 3    | Ede Sperling      | Alemanya       | 3  | 0  | 0  | 0  | 3     |
| 3    | Vladimír Vávra    | Txecoslovàquia | 0  | 0  | 0  | 3  | 3     |
| 3    | Edvard Westerlund | Finlàndia      | 0  | 0  | 0  | 3  | 3     |
| 6    | Walter Massop     | Països Baixos  | 1  | 0  | 3  | 0  | 4     |
| 7    | Ryszard Błażyca   | Polònia        | 3  | 0  | 0  | 3  | 6     |
| 8    | Frits Janssens    | Bèlgica        | 0  | 1  | 3  | 3  | 7     |

### Cinquena eliminatòria
El líder, Yalaz, va perdre el seu combat i Keresztes passà a liderar la classificació amb punts. Dos lluitadors foren eliminats, un d'ells Vávra, que havia liderat la competició fins a la tercera ronda.
Combats
| Vencedor          | País      | Tipus de victòria | Perdedor       | País           |
| ----------------- | --------- | ----------------- | -------------- | -------------- |
| Edvard Westerlund | Finlàndia | Decisió           | Walter Massop  | Països Baixos  |
| Lajos Keresztes   | Hongria   | Caiguda           | Vladimír Vávra | Txecoslovàquia |
| Ede Sperling      | Alemanya  | Caiguda           | Tayyar Yalaz   | Turquia        |

Punts
| Pos. | Lluitador         | País           | R1 | R2 | R3 | R4 | R5 | Total |
| ---- | ----------------- | -------------- | -- | -- | -- | -- | -- | ----- |
| 1    | Lajos Keresztes   | Hongria        | 0  | 1  | 0  | 1  | 0  | 2     |
| 2    | Ede Sperling      | Alemanya       | 3  | 0  | 0  | 0  | 0  | 3     |
| 3    | Edvard Westerlund | Finlàndia      | 0  | 0  | 0  | 3  | 1  | 4     |
| 3    | Tayyar Yalaz      | Turquia        | 1  | 0  | 0  | 0  | 3  | 4     |
| 5    | Vladimír Vávra    | Txecoslovàquia | 0  | 0  | 0  | 3  | 3  | 6     |
| 6    | Walter Massop     | Països Baixos  | 1  | 0  | 3  | 0  | 3  | 7     |

### Sisena eliminatòria
Keresztes va mantenir el liderat, derrotant a Yalaz i eliminant-lo. Sperling va guanyar Westerlund per mantenir-se en la competició, alhora que eliminava a Westerlund. Com que Westerlund i Yalaz van acabar amb 7 punts van haver de disputar un combat entre ells per decidir el bronze, mentre Sperling i Keresztes van lluitar per la medalla d'or.
Combats
| Vencedor        | País     | Tipus de victòria | Perdedor          | País      |
| --------------- | -------- | ----------------- | ----------------- | --------- |
| Ede Sperling    | Alemanya | Decisió           | Edvard Westerlund | Finlàndia |
| Lajos Keresztes | Hongria  | Caiguda           | Tayyar Yalaz      | Turquia   |

Punts
| Pos. | Lluitador         | País      | R1 | R2 | R3 | R4 | R5 | R6 | Total |
| ---- | ----------------- | --------- | -- | -- | -- | -- | -- | -- | ----- |
| 1    | Lajos Keresztes   | Hongria   | 0  | 1  | 0  | 1  | 0  | 0  | 2     |
| 2    | Ede Sperling      | Alemanya  | 3  | 0  | 0  | 0  | 0  | 1  | 4     |
| 3    | Edvard Westerlund | Finlàndia | 0  | 0  | 0  | 3  | 1  | 3  | 7     |
| 3    | Tayyar Yalaz      | Turquia   | 1  | 0  | 0  | 0  | 3  | 3  | 7     |

### Setena eliminatòria
Keresztes guanyà a Sperling per l'or i Westerlund guanyà a Yalaz pel bronze.
Combat per la medalla de bronze
| Vencedor          | País      | Tipus de victòria | Perdedor     | País    |
| ----------------- | --------- | ----------------- | ------------ | ------- |
| Edvard Westerlund | Finlàndia | Decisió           | Tayyar Yalaz | Turquia |

Combat per la medalla d'or
| Vencedor        | País    | Tipus de victòria | Perdedor     | País     |
| --------------- | ------- | ----------------- | ------------ | -------- |
| Lajos Keresztes | Hongria | Decisió           | Ede Sperling | Alemanya |

Punts
| Pos. | Lluitador         | País      | R1 | R2 | R3 | R4 | R5 | R6 | R7 | Total |
| ---- | ----------------- | --------- | -- | -- | -- | -- | -- | -- | -- | ----- |
| 1    | Lajos Keresztes   | Hongria   | 0  | 1  | 0  | 1  | 0  | 0  | 1  | 3     |
| 2    | Ede Sperling      | Alemanya  | 3  | 0  | 0  | 0  | 0  | 1  | 3  | 7     |
| 3    | Edvard Westerlund | Finlàndia | 0  | 0  | 0  | 3  | 1  | 3  | 1  | 8     |
| 4    | Tayyar Yalaz      | Turquia   | 1  | 0  | 0  | 0  | 3  | 3  | 3  | 10    |